# إنيني (ملكة)
إنيني أو إنّي أو إني ، هي ملكة مصرية قديمة غير حاكمة أو زوجة ملك ، عاشت في عهد الأسرة الثالثة عشرة.

## حياتها
حتى الآن الملكة إنيني معروفة فقط من 21 جعران ملكي و طبعات أختام من منطقة الكرمة. و هي واحدة من أوائل الملكات المصريات اللائي كتبت أسماؤهن داخل خرطوش ، فهذا الأسلوب لكتابة الأسماء كان يستخدم سابقاً بشكل حصري لأسماء الملوك و بعض بنات الملوك اللائي شغلن مناصب خاصة. و لا يعرف اسم زوج الملكة إنيني على وجه اليقين ، لكن يعتقد أنه كان الملك مرنفر رع إي ، حيث أن جعارينها مماثلة في الأسلوب لتلك الخاصة بهذا الملك.

## ألقابها
- الزوجة الملكية العظيمة.
- المتحدة مع التاج الأبيض.[1]